# Col du Sanetsch
Col du Sanetsch är ett bergspass i Schweiz.   Det ligger i distriktet Sion och kantonen Valais, i den sydvästra delen av landet, 70 km söder om huvudstaden Bern. Col du Sanetsch ligger 2 252 meter över havet.